# Боевой ухват
Боево́й ухва́т — разновидность древкового оружия.
Наконечник по форме напоминает обычный ухват — своего рода рогатка. Боевые ухваты применялись преимущественно чтобы поймать и задержать противника, это не было смертельным оружием.
На Руси цельнодеревянные боевые ухваты могли быть на вооружении народного ополчения. Данное оружие иногда неправильно называют рогатиной (рогатина — это разновидность копья, правильный термин — рогулина, рогуля, рогатка). В качестве оружия боевой ухват предназначался для проведения преимущественно заламывающих приёмов на руки и ноги, а также обезоруживания. Два конца не были острыми, то есть не подходили для нанесения колющих ударов — иначе это были уже двузубые вилы (которые тоже могли использоваться ополчением). Но оказывать ударно-дробящее воздействие таким боевым ухватом было можно. Им можно было эффективно противостоять многим видам холодного оружия, при условии более высокой подготовленности и быстроты ополченца по сравнению с противником. Как подручное оружие мог использоваться и обычный печной ухват.

## Разновидности
- Мэнкетчер — западноевропейский вариант.
- Сасумата — японский вариант.

В Папуа-Новой Гвинее также существовал похожий вариант, состоявший из обруча, приложенного к копью. Обручем старались захватить голову врага, после чего могли поразить наконечником копья в шею сзади.